# Thomas Scheu

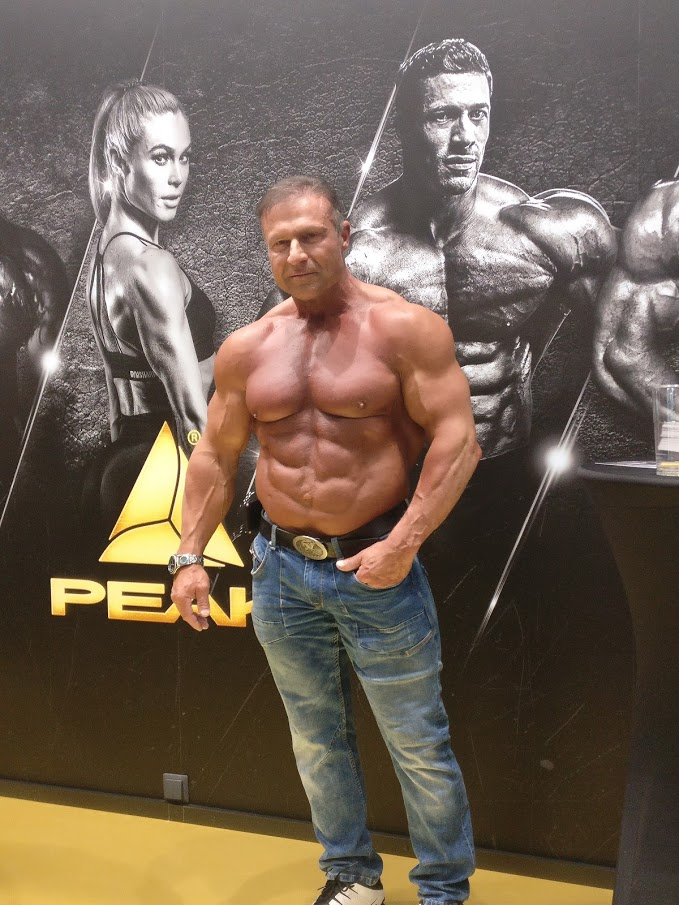
Thomas Scheu auf der Fibo 2019

Thomas Scheu (* 1962 in Neuwied) ist ein deutscher Bodybuilder und mehrfacher Weltmeister.

## Leben
Die ersten sportlichen Aktivitäten begannen für Scheu im Jahr 1974 mit Judo, und zwei Jahre später zusätzlich mit Karate. Seit 1979 betreibt er Bodybuilding und nimmt seit 1980 an nationalen und internationalen Wettkämpfen teil. Seine sportliche Karriere bestreitet er bis heute ausschließlich neben seinem Beruf. Die Teilnahme an dem Mr. Olympia-Wettkampf lehnte er bewusst ab.
In einem Videoclip des Rappers Animus (Von unten nach oben, 2012) ist er als Bodybuilding-Athlet zu sehen.
Des Weiteren spielte er im Jahr 2010 einen Bodyguard in dem Kurzfilm „From Golzheim With Love“ der FH Düsseldorf.

## Wettkämpfe
(Quelle: )
- 1981 Rheinland-Pfalz Meisterschaft – Junioren, 2. Platz
- 1981 Deutsche Meisterschaft, 4. Platz
- 1982 Rheinland-Pfalz Meisterschaft – Junioren, 1. Platz
- 1982 Deutsche Meisterschaft – Junioren, 2. Platz
- 1983 Europameisterschaft – Junioren, 2. Platz
- 1983 Deutsche Meisterschaft – Junioren, Gesamtsieger
- 1984 Deutsche Meisterschaft, Gesamtsieger
- 1984 Weltmeisterschaft in Las Vegas, 7. Platz
- 1987 Europameisterschaft in Essen, 5. Platz
- 1988 Europameisterschaft, 4. Platz
- 1988 Weltmeisterschaft in Australien, 8. Platz
- 1995 Weltmeisterschaft in Guam, 2. Platz
- 1996 Weltmeisterschaft in Jordanien, 1. Platz
- 1999 Weltmeisterschaft in Bratislava, 2. Platz
- 2001 World Games in Akita, 2. Platz
- 2001 Weltmeisterschaft in Myanmar, 1. Platz, Gesamtsieger
- 2003 Weltmeisterschaft in Mumbai, 1. Platz
- 2005 World Games in Duisburg, 3. Platz
- 2007 Masters WM in Budapest, 2. Platz
- 2008 Masters WM in Pilsen, 2. Platz
- 2010 Masters WM in Antalya, 1. Platz
- 2012 Masters WM in Budapest, 1. Platz[5]
- 2016 Masters WM in Santo Domingo, 1. Platz
- 2022 Masters WM in Santa Susanna, 2. Platz[6]